# Giro del Belgio 1971
Il Giro del Belgio 1971, cinquantacinquesima edizione della corsa, si svolse in cinque tappe tra l'11 e il 15 aprile 1971, per un percorso totale di 794,5 km e fu vinto dal belga Eddy Merckx.

## Tappe
| Tappa  | Data      | Percorso                  | km    | Vincitore di tappa     | Leader cl. generale |
| ------ | --------- | ------------------------- | ----- | ---------------------- | ------------------- |
| 1ª     | 11 aprile | Heist (Cron. individuale) | 12,5  | Eddy Merckx            |                     |
| 2ª     | 12 aprile | Heist > Hyon-Ciply        | 174   | Eddy Merckx            |                     |
| 3ª     | 13 aprile | Hyon-Ciply > Mont Rigi    | 214   | Herman Van Springel    |                     |
| 4ª     | 14 aprile | Spa > Herbeumont          | 190   | Eddy Merckx            |                     |
| 5ª     | 15 aprile | Herbeumont > Auderghem    | 204   | Gustave Van Roosbroeck | Eddy Merckx         |
| Totale | Totale    | Totale                    | 794,5 |                        |                     |

## Dettagli delle tappe

### 1ª tappa
- 11 aprile: Heist – Cronometro individuale – 12,5 km

Risultati
| Pos. | Corridore        | Squadra       | Tempo |
| ---- | ---------------- | ------------- | ----- |
| 1    | Eddy Merckx      | Molteni       | ?     |
| 2    | René Pijnen      | Flandria-Mars | ?     |
| 3    | Ferdinand Bracke | Peugeot       | ?     |

### 2ª tappa
- 12 aprile: Heist > Hyon-Ciply – 174 km

Risultati
| Pos. | Corridore         | Squadra       | Tempo    |
| ---- | ----------------- | ------------- | -------- |
| 1    | Eddy Merckx       | Molteni       | 4h14'45" |
| 2    | Eric De Vlaeminck | Flandria-Mars | s.t.     |
| 3    | René Pijnen       | Bic           | s.t.     |

### 3ª tappa
- 13 aprile: Hyon-Ciply > Mont Rigi – 214 km

Risultati
| Pos. | Corridore           | Squadra | Tempo    |
| ---- | ------------------- | ------- | -------- |
| 1    | Herman Van Springel | Molteni | 6h10'50" |
| 2    | Willy Planckaert    | Goldor  | a 6"     |
| 3    | Eddy Merckx         | Molteni | s.t.     |

### 4ª tappa
- 14 aprile: Spa > Herbeumont – 190 km

Risultati
| Pos. | Corridore       | Squadra       | Tempo    |
| ---- | --------------- | ------------- | -------- |
| 1    | Eddy Merckx     | Molteni       | 5h09'50" |
| 2    | Eric Leman      | Flandria-Mars | a 1'34"  |
| 3    | Gerben Karstens | Goudsmit      | s.t.     |

### 5ª tappa
- 15 aprile: Herbeumont > Auderghem – 204 km

Risultati
| Pos. | Corridore            | Squadra | Tempo    |
| ---- | -------------------- | ------- | -------- |
| 1    | G. Van Roosbroeck    | Watney  | 5h42'35" |
| 2    | Daniel Van Ryckeghem | Sonolor | s.t.     |
| 3    | Joseph Bruyère       | Molteni | s.t.     |

## Classifiche finali

### Classifica generale
| Pos. | Corridore            | Squadra       | Tempo     |
| ---- | -------------------- | ------------- | --------- |
| 1    | Eddy Merckx          | Molteni       | 21h35'06" |
| 2    | Herman Van Springel  | Molteni       | a 2'42"   |
| 3    | Ferdinand Bracke     | Peugeot       | a 3'57"   |
| 4    | Frans Verbeeck       | Watney        | a 4'07"   |
| 5    | Roger Rosiers        | Bic           | a 4'08"   |
| 6    | Willy Van Malderghem | Watney        | a 4'44"   |
| 7    | Willy Planckaert     | Goldor        | a 5'03"   |
| 8    | Georges Pintens      | Hertekamp     | a 5'24"   |
| 9    | Willy In 't Ven      | Flandria-Mars | a 5'35"   |
| 10   | Wim Schepers         | Goudsmit      | a 6'47"   |

### Classifica a punti
| Pos. | Corridore   | Squadra | Tempo |
| ---- | ----------- | ------- | ----- |
| 1    | Eddy Merckx | Molteni | ?     |

### Classifica a squadre
| Pos. | Squadra | Tempo |
| ---- | ------- | ----- |
| 1    | Molteni | ?     |